# Grille harmonique
 (janvier 2015).
Si vous disposez d'ouvrages ou d'articles de référence ou si vous connaissez des sites web de qualité traitant du thème abordé ici, merci de compléter l'article en donnant les références utiles à sa vérifiabilité et en les liant à la section « Notes et références ».
Une grille harmonique (ou grille d'accords) est une forme de notation musicale qui donne des informations harmoniques et rythmiques structurelles sur un morceau. Cette notation est utilisée par les musiciens de jazz, les musiciens de studio et les accompagnateurs pour jouer du jazz ou des musiques actuelles. La grille fournit un cadre aux musiciens qui leur permet de disposer d'une référence commune pour improviser sur la basse et les accords de la grille, que ce soit sous la forme d'un accompagnement, d'un solo ou d'un contre-chant, en y incluant les ornements choisis.
La grille harmonique peut être formulée explicitement sous la forme d'une succession de cases (pouvant être subdivisées), ou sous la forme d'une portée. Les deux notations sont équivalentes. La notation sous forme de portée permet d'expliciter le découpage des mesures de manière plus précise en formulant ce découpage explicitement dans la portée. La notation de la grille harmonique permet de disposer d'une représentation écrite (ou mentale une fois la structure assimilée) très synthétique, et tout à fait adaptée à l'improvisation musicale car limitant la précision de l'information et limitant ainsi les contraintes d'utilisation. Bien que très utile, cette formulation ne permet pas de remplacer une connaissance approfondie d'une mélodie et de ses composantes harmoniques.

## Fondements
Une grille harmonique contient souvent huit cases par ligne. Chaque case correspond à une mesure, la plupart du temps à quatre temps de type 
 (quatre noires par mesure). Les lettres correspondent aux notes fondamentales des accords (A=la, B=si, C=do, D=ré, E=mi, F=fa, G=sol) auxquelles on ajoute des indications supplémentaires concernant le mode ou la nature de l'accord (par exemple m=mineur, par défaut la lettre sans indication correspond à un accord parfait majeur). Dans la ligne A, le signe dans les cases ne contenant pas de lettre indique que chaque accord est répété, donc joué sur deux mesures de suite. Enfin, il s'agit de jouer la ligne A puis la B.

## Grilles complexes
Ici, la ligne A comprend plusieurs accords par mesure. Celui indiqué en haut à gauche d'une case est joué sur la première moitié de la mesure, celui en bas à droite sur la seconde moitié de la mesure. De manière générale, on peut compliquer comme on le veut l'intérieur des cases si cela correspond à un choix esthétique de l'improvisateur.
Utilisée comme référence dans l'improvisation, la grille harmonique conduit à cadrer les improvisations. Certaines approches ont cherché à s'affranchir de ce cadre soit en étirant certains accords comme l'a fait Miles Davis dans le Flamenco Sketches,, en s'affranchissant de tout support harmonique préétabli (dans le free jazz,) ou encore en improvisant la grille harmonique même en recourant au langage de grille ouverte,.